# Fauno Barberini
El Fauno Barberini o sátiro embriagado es una escultura romana del siglo I a. C., copia de un original en bronce griego del siglo III a. C.  Se encuentra actualmente en la Gliptoteca de Múnich. Fue realizada con mármol de Pérgamo y su altura es de 2,15 metros.

## Historia
La estatua fue descubierta durante el pontificado de Urbano VIII (1623-1643) en las excavaciones del foso del castillo Sant'Angelo, en Roma. Según el cronista antiguo Procopio de Cesárea, durante la guerra entre romanos y godos, los romanos para defenderse arrojaron estatuas desde lo alto del castillo a los asaltantes, y una de esas estatuas arrojadas podría ser el Fauno Barberini. Recibe este nombre precisamente porque la tradición dice que fue el cardenal Maffeo Barberini quien encargó a Gian Lorenzo Bernini la restauración de la pieza, aunque diversos investigadores como Francis Haskell y Nicholas Penny dudan de su participación en este proceso.

## Descripción
Se cree que representa un fauno, figura de la mitología equivalente a un sátiro, en un profundo sueño producto de su embriaguez. Cuando la obra se recuperó se hallaba mutilada, sin el brazo izquierdo y sin piernas, por lo cual fue ampliamente restaurada en el siglo XVII. Su restaurador traicionó en cierta manera el significado de la obra: injertó la pierna derecha en una posición flexionada y mucho más levantada que la original, de modo que la figura no parece estar desfallecida por la embriaguez, sino que su actitud parece más procaz, de provocación sexual.
Se cree que pudo ser una ofrenda en algún templo dedicado a Dioniso.

## Reproducciones
El escultor Edmé Bouchardon realizó en 1726 una copia en mármol durante su estadía en la Academia Francesa en Roma. En 1732 fue trasladada a Francia, y en 1775, Luis Felipe II de Orleans la compró para reubicarla en su jardín del Parc Monceau. Actualmente se encuentra en el Museo del Louvre.
En 1846 el también escultor francés Eugène-Louis Lequesne realizó otra reproducción, la cual se encuentra actualmente en la École nationale supérieure des Beaux-Arts.